# Soevnloes
 For alternative betydninger, se Soevnloes (flertydig). (Se også artikler, som begynder med Soevnloes)
Soevnloes er Anders Matthesens debutalbum som rapper, der blev udgivet d. 13. februar 2006 under navnet Anden. Første gang han optrådte live med numre fra albummet var til Fredagsrock på plænen i Tivoli i 2006. Samme år medvirkede han også ved Grøn Koncert.
Singlen "FAQ" nåede Tjeklisten #1 i tre uger, og tilbragte i alt 10 uger på listen. Albummet modtog 3/6 stjerne i musikmagasinet GAFFA, der kaldet det et "hæderligt" debutalbum. Omkring marts 2006 havde Soevnloes solgt knap 15.000 eksemplarer, hvilket gjorde Matthesen til en af de bedst sælgende danskere dette forår.

## Spor
1. "Spild af tid" – 4:11
2. "FAQ" – 4:03
3. "Hey trunte" – 3:47
4. "Glimt af i går" – 3:06
5. "Fleksibel askese" – 3:40
6. "Soevnloes" – 3:54
7. "Lad os kneppe" – 3:29
8. "Mit liv" – 3:23
9. "Fuck alle" – 3:16
10. "Mille J" – 8:27
11. "Ti aar for sent" – 4:31
12. "Slinger i valsen" – 3:28